# Сумгаитский химический промышленный парк
Сумгаитский химический промышленный парк (азерб. Sumqayıt Kimya Sənaye Parkı) — промышленный парк Азербайджана. Расположен в городе Сумгаит, в 32,5 км. от г. Баку. 

## Общие сведения
Создан 21 декабря 2011 года. Действует при Министерстве экономики Азербайджана.
Строительство парка начато 3 октября 2013 года. Начал деятельность в 2015 году. 
На территории Сумгаитского химического промышленного парка действуют предприятия, выпускающие химическую промышленную продукцию, включая основную химию, химию органического синтеза, химию полимеров, бытовую химию, фармацевтическую химию, продукцию машиностроения, в том числе электроэнергетическая продукция, станки и инструменты, производство автомобилей, сельскохозяйственная техника и приборостроение, металлургическая промышленность, включая продукции черных и цветных металлов, различные строительные материалы, информационно-коммуникационные технологии (ИКТ), лёгкая промышленность, упаковочная продукция.
Занимает площадь 613 гектар. Из них 192 гектар выделено индустриальной зоне. Промышленная зона включает в себя сырьевой товар сельскохозяйственной и медицинской химии, химии домашнего хозяйства, строительной химии, электронной и машиностроительной химии, полимеров, а также промышленного оборудования.
Для расширения территории Сумгаитского парка 18 апреля 2014 года выделено 127,96 гектар для специфических работ. 25 января 2017 года 170.75 гектар земли, расположенной на 37-м км дороги Баку—Губа, предоставлены для особых работ в зоне.
Парк имеет железнодорожную сеть, которая позволяет осуществлять импортные и экспортные операции в любом направлении, а также внутренние перевозки.
Управляющей организацией парка является ООО «Сумгаитский химический промышленный парк».

## Деятельность
Из 40 зарегистрированных резидентов 24 осуществляют активную деятельность. Общий объём инвестиций на август 2024 года составил 6,2 млрд. манат.
С 2015 по 2024 год общий объём произведённой продукции составил 13,2 млрд манат.
С 2016 по 2024 год экспортировано продукции на 4,6 млрд манат.
Продукция экспортируется в более, чем 70 стран мира, в том числе в Турцию, Россию, страны Средней Азии, Германию, Нидерланды, Польшу, Украину, Бразилию, Канаду, США и Китай.
Число занятых в парке составляет 6 600 чел.
В 2020 году произведено продукции на 1,1 млрд. манат, экспортировано произведённой продукции на 240 млн. манат

## Резиденты
25 октября 2015 года открыт завод технического оборудования ООО «Азертехнолайн», завод полиэтилена высокой плотности ООО «SOCAR Polymer».
15 декабря 2017 года открыто ещё 4 предприятия и начато строительство 3-х предприятий. 18 июля 2018 года был открыт завод по производству полипропилена ООО «SOCAR Polymer». 16 ноября 2018 года были открыты завод ферросплавов, завод строительной химии. 16 января 2019 года открыт завод по производству карбамида. 18 февраля 2019 года открыт завод по производству полиэтилена высокой плотности ООО «SOCAR Polymer».
6 апреля 2020 года в Парке было открыто предприятие по производству медицинских масок ООО «Бакинская текстильная фабрика».
На территории Сумгаитского химического промышленного парка построен карбамидный завод «SOCAR карбамид». Открытие завода состоялось в январе 2019 года. Общая стоимость завода составила 800 млн. евро.
На территории парка в 2023 году планируется строительство завода по производству стекольной тары мощностью 160 тонн стеклотары в год.
13 ноября 2024 года между Азербайджаном и компанией BYD подписано соглашение о локализации производства электробусов в Азербайджане. Завод будет построен на территории парка. BYD вложит в проект 17,1 млн долл. Планируется производство до 500 электробусов в год. К 2030 году планируется достичь уровня локализации запасных частей в 40 %.
Компанией из Саудовской Аравии ACWA Power совместно с Агентством водных ресурсов Азербайджана планируется строительство завода по опреснению морской воды Каспийского моря. Завод будет производить 300 000 м3 питьевой воды в сутки. Строительство завода будет осуществляться в течение двух с половиной лет.
30 апреля 2025 года Ильхам Алиев посетил Сумгайытский химический промышленный парк, где принял участие в открытии завода строительных химикатов ООО "Карташ Кимья" и завода по производству грузовых автомобилей и автомобилей специального назначения марки IVECO ООО Az-Tex-Import.

### Группа компаний STP
С 2017 по первое полугодие 2024 года компанией реализована продукция на 972 млн манат (из них на 224 млн. манат продукции экспортировано). Экспорт осуществляется в 15 стран, в том числе в Англию, Канаду, Швецию, Сингапур, ОАЭ, Ирак, Румынию, Турцию, Россию, Казахстан, Таджикистан, Грузию, на Украину.
В августе 2024 года на заводе «STP Polimer» начато производство делинаторов (гибкого, неломающегося материала, используемого для отделения управляемых и припаркованных транспортных средств от движения пешеходов, разделения полос на дорогах с двусторонним движением, обеспечения безопасности на средних полосах и предупреждения пешеходов и водителей). До конца 2024 года планируется выпустить 10 000 делинаторов.

### Аз-Текс-Импорт
Завершается строительство завода «IVECO». Начало производства грузовых автомобилей намечено на 2024 год. Стоимость проекта — 19,2 млн манат. Ежегодно планируется производить 100 автомобилей.

## Цели основания
- Развитие индустриальной продукции
- Поддержка предпринимательства в этой зоне
- Гарантия устойчивого развития ненефтяной промышленности
- Увеличение численности рабочего населения в зоне производства
- Развитие конкурентоспособного индустриального производства
- Развитие индустриального потенциала страны

## Список резидентов
На август 2024 года в промышленном парке действуют 40 резидентов:
| №  | Наименование                                   | Продукция | Дата получения статуса |
| -- | ---------------------------------------------- | --- | ---------------------- |
| 1  | ООО «Азертехнолайн»                            | |                        |
| 2  | ООО «SOCAR Polymer»                            | полипропилен, полиэтилен высокой плотности |                        |
| 3  | ЗАО «AzerFloat»                                | производство листового стекла |                        |
| 4  | ООО «Baku Non Ferrous and Foundry Company»     | |                        |
| 5  | ООО «MST Engineering Services»                 | |                        |
| 6  | ООО «SIKA»                                     | |                        |
| 7  | ООО «Агрохимия Азербайджан»                    | |                        |
| 8  | ООО «Alco»                                     | |                        |
| 9  | ООО «STDC»                                     | |                        |
| 10 | ОАО «Азерхалча»                                | |                        |
| 11 | ООО «STP»                                      | |                        |
| 12 | ЗАО «Табатерра»                                | |                        |
| 13 | Карбамидный Завод SOCAR                        | |                        |
| 14 | ООО «Sumplast»                                 | |                        |
| 15 | ЗАО «Labdisc Азербайджан»                      | |                        |
| 16 | ООО «Archi Glass»                              | |                        |
| 17 | ООО «Galenka Азербайджан»                      | |                        |
| 18 | ЗАО «Универсальная упаковочная промышленность» | производство упаковочной продукции (гофрокартон, файлы и другие изделия)                                                                                         |                        |
| 19 | ООО «Azmonbat»                                 | |                        |
| 20 | ООО «Бакинская текстильная фабрика»            | |                        |
| 21 | ЗАО «Glassica»                                 | |                        |
| 22 | ООО «Azersulfat»                               | производство серной кислоты | 30 июля 2020           |
| 23 | ООО «Novus Plastica»                           | производство полимерных добавок (добавки черного углеродного концентрата для полиэтиленовых труб); полиэтиленовые покрытия, используемые в промышленной упаковке |                        |
| 24 | ООО «Azeka BM»                                 | |                        |
| 25 | ООО «Azerbaijan Vanhong Ceramics Co.»          | производство керамической плитки |                        |
| 26 | ООО «4MAPS Bilgi Teknolojileri»                | |                        |
| 27 | ООО «Az-Tex-Import»                            | производство лёгких, средних и тяжелых грузовиков марки IVECO и автомобилей спецназначения,                                                                      | 29 апреля 2022         |
| 28 | ПКФ «Чинар-Сервис»                             | производство сжатого азота, кислорода, аргона и жидкого гелия | 4 мая 2022             |
| 29 | ООО «AK PACK»                                  | производство мягкой полимерной упаковки | 6 мая 2022             |
| 30 | ЗАО «Azpal»                                    | производство технического (металлургического) кремния | 7 августа 2023         |
| 31 | ООО «Kartaş Kimya»                             | |                        |

## Внешние ссылки
- Официальный сайт
- Официальный сайт Министерства промышленности Азербайджана Архивная копия от 5 марта 2020 на Wayback Machine